# Topologia algebraiczna

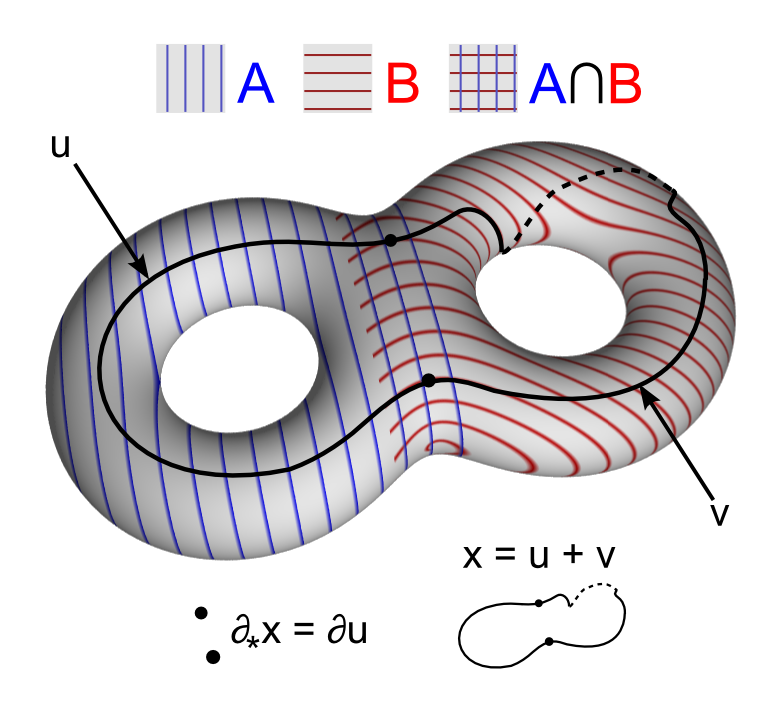
Ilustracja mapy granicznej ∂* dla sekwencji Mayera-Vietorisa na podwójnym torusie, gdzie 1-cykl x = u v jest sumą dwóch 1-łańcuchów, których granica leży na przecięciu A i B.

Topologia algebraiczna – dział matematyki, który zajmuje się badaniem przestrzeni topologicznych przy użyciu metod algebraicznych.
Zazwyczaj polega ono na tym, że przestrzeniom topologicznym przyporządkowuje się pewne obiekty algebraiczne (przykładem takiego obiektu może być grupa podstawowa przestrzeni topologicznej). Przyporządkowanie takie powinno spełniać określone warunki, na przykład taki, że obiekty przyporządkowane przestrzeniom homeomorficznym (czyli izomorficznym w sensie topologicznym) są izomorficzne w sensie algebraicznym. W wielu teoriach dowodzi się ogóloniejszego twierdzenia o tym, że przyporządkowane obiekty algebraiczne są izomorficzne już dla przestrzeni topologicznych równoważnych homotopijnie. Homeomorfizm jest izomorfizmem w kategorii przestrzeni topologicznych, homotopijna równoważność w kategorii homotopijnej.
Następnie bada się uzyskane struktury algebraiczne i na tej podstawie wyciąga wnioski dotyczące własności wyjściowych przestrzeni topologicznych. Wykorzystuje się w tym celu między innymi przekształcenia pomiędzy kategorią przestrzeni topologicznych i kategorią struktur algebraicznych określonego rodzaju, które określa się mianem funktorów. Te ostatnie stanowią jedno z podstawowych pojęć teorii kategorii, która – podobnie jak algebra homologiczna – właśnie w topologii algebraicznej znajduje najliczniejsze zastosowania.

## Zagadnienia
- homotopia
- droga
- grupa podstawowa
- przestrzeń nakrywająca
- kompleksy łańcuchowe
- bordyzm
- teoria punktów stałych
- grupy homologii
- grupy kohomologii
- operacje Steenroda